# Ирансо, Рубен
Рубен "Рубо" Ирансо Лендинес (исп. Rubén "Rubo" Iranzo Lendínez; 14 марта 2003, Пиканья, Испания) — испанский футболист, защитник клуба «Валенсия Месталья».

## Клубная карьера
20 декабря 2021 года Ирансо дебютировал за основную команду «Валенсии», заменив Кристиана Пиччини, в матче чемпионата Испании против «Леванте».